# Will Sasso
 (août 2020).
Si vous disposez d'ouvrages ou d'articles de référence ou si vous connaissez des sites web de qualité traitant du thème abordé ici, merci de compléter l'article en donnant les références utiles à sa vérifiabilité et en les liant à la section « Notes et références ».
William « Will » Sasso, né le 24 mai 1975 est un acteur canadien de théâtre et de cinéma, podcasteur canadien-américain sur son podcast Dix Minutes Podcast. Il a été remarqué pour ses sketches durant cinq saisons sur MADtv (1997-2002) et pour son rôle de Curly Howard dans le film Les Trois Corniauds.

## Biographie
Il est né à Ladner, en Colombie-Britannique, fils d'immigrants italiens.  Il est diplômé de Delta Secondary School à Delta, en Colombie-Britannique en 1993. Il attribue sa détermination à devenir un acteur et son respect pour la comédie à une « dépendance malsaine à la télévision ».

### Lutte professionnelle
Sasso est un fan de catch professionnel, et a fait des apparitions avec plusieurs promotions de lutte pro américaines.
Sasso s'est engagé dans un angle de tir travaillé avec l'ancien champion du monde Bret Hart, qui a débuté le 6 février 1999 lors de la deuxième apparition de Hart sur MADtv. Dans un sketch sur l'élection de Jesse Ventura au poste de gouverneur, Hart « brisa le personnage » et attaqua les membres de la distribution pour avoir fait la lumière sur la lutte, blessant apparemment Sasso. Il est ensuite apparu dans un épisode plus tard à l'appel du rideau lors des crédits de fin et a de nouveau attaqué Sasso dans un assaut « non programmé ». Sasso est alors apparu au ring lors de l'épisode du WCW Monday Nitro du 8 février 1999, où Hart l'a encore attaqué. Sasso a riposté en interférant dans le match de Hart contre Roddy Piper, lui faisant perdre le match et le championnat des États-Unis WCW. Cela a conduit à un match de rancune sur l'épisode de Nitro du 15 février 1999, où Sasso est apparu avec sa camarade Debra Wilson, qui s'est retournée contre Sasso, ce qui en a fait un match unilatéral.
L'usurpation d'identité de Sasso par Steve Austin a tellement impressionné la WWF (comme on l'appelait alors, avant que son nom ne change à WWE) qu'ils lui ont demandé de faire partie de l'épisode du 7 février 2002 du WWF SmackDown!, apparaissant aux côtés de Chris Jericho et Austin lui-même, comme un moyen de promouvoir la prochaine apparition « MADtv » d'Austin.
Sur la diffusion en direct de WWE Raw le 9 avril 2012, il est apparu avec les autres acteurs du film The Three Stooges, alternant Curly et Hulk Hogan. Il a été chokeslammed par Kane.
Sasso a également participé à une promotion du Main Event de la WWE pour Dolph Ziggler.

## Filmographie

### Cinéma
- 1995 : Malicious de Ian Corson
- 1995 : Orky (Magic in the Water) de Rick Stevenson
- 1996 : Happy Gilmore : un déménageur
- 1996 : L'Incroyable Voyage 2 : À San Francisco
- 1999 : Belles à mourir : Hank Vilmes
- 2000 : Bêtes de scène (Best in Show), de Christopher Guest : Fishin' Hole Guy
- 2002 : Dawg : Willie Smits
- 2003 : A Mighty Wind : Phil
- 2003 : Une nana au poil : M.. Garbajian (scènes coupées)
- 2005 : L'Incroyable Histoire de Stewie Griffin : voix de Randy Newman/James Lipton
- 2008 : Papa, la Fac et moi : Député O'Malley
- 2010 : Bébé mode d'emploi
- 2010 : For Christ's Sake de Jackson Douglas
- 2010 : 301 La Légende de Superplus Maximus : Superplus Maximus
- 2012 : Les Trois Corniauds : Curly Howard
- 2018 : American Woman de Jake Scott : Terry
- 2020 : Irresistible de Jon Stewart
- 2021 : Boss Level de Joe Carnahan : Brett
- 2025 : La Nuit des clowns (Clown in a Cornfield) d'Eli Craig : shériff Dunne

### Télévision
- 1994 : L'Odyssée fantastique ou imaginaire Saison 2
- 1994-1997 : Madison : Derek Wakaluk
- 1995-1996 : Sliders : Gomez Calhoun
- 1996 : Le Seigneur du Temps : Pete
- 1997-2002 : MADtv : personnages variés
- 1999 : WCW Monday Nitro : lui-même
- 2000 : Les Griffin : Randy Newman
- 2000 : X-Files : Aux frontières du réel (épisode Je souhaite)
- 2002 : Latin Grammy Awards
- 2002 : WWE SmackDown
- 2006 : Pour le meilleur et le pire : Russ
- 2007 : Entourage : Jay Lester
- 2008 : Les Griffin
- 2008-2011 : How I Met Your Mother : Doug (le Barman)
- 2009 : Mon oncle Charlie
- 2010 : $#*! My Dad Says : Vince
- 2012 : WWE Raw : Curly-Hulk Hogan, promotion du film Les Trois Corniauds
- 2012 : À la recherche de Madame Noël (Finding Mrs. Claus) (TV) : Kris Claus
- 2016 : Motive : saison 4 épisode 4 : une vieille dette
- 2017-2020 : Loudermilk : Ben Burns
- 2018 : New York, unité spéciale (saison 19, épisode 17) : Chris Sadler
- 2019 - présent : Mom : Andy
- 2022-2024 : Young Sheldon : Jim McCallister
- 2024 : Georgie and Mandy's First Marriage : Jim McCallister